# Внутрішній туризм
Внутрішній туризм — тимчасовий виїзд чи подорож усередині своєї країни громадян (резидентів) та осіб, що постійно проживають в межах своєї країни, без заняття оплачуваною діяльністю в місці тимчасового перебування на території країни з місць свого постійного проживання для відпочинку, задоволення пізнавальних інтересів, занять спортом тощо.
На внутрішній туризм у світі припадає частка 80—90 % поїздок. Витрати на нього в 5—10 разів перевищують витрати на міжнародний туризм. Пріоритетним напрямом розвитку в будь-якій країні є внутрішній туризм. Його активізація передбачає диверсифікацію видових субринків та ускладнення територіальної структури внутрішнього ринку за рахунок формування місцевих територіальних ринків на основі інтенсифікації ресурсної бази туризму і розбудови туристичної інфраструктури. Основним регулятором внутрішнього туризму країни є проведення регіональної туристичної політики стимулювання малого та середнього підприємництва у внутрішньому туризмі та організації екскурсійної діяльності.

## Туристичні ресурси

### Безпосередні туристичні ресурси
Безпосередні (первинні) туристські ресурси - об'єкти, що формують інтерес потенційних споживачів до конкретної території. У зв'язку з тим що термінологія туристської галузі ще до кінця не сформувалася, необхідно згадати декілька термінів, що використовувалися або ті, що нині використовують як синоніми. Раніше безпосередні туристські ресурси іменували туристськими пам'ятками, іноді - об'єктами туристського інтересу. У сучасній дослідницькій літературі їх також часто називають туристськими атракціями (від англ.  аttract - притягувати).

### Непрямі туристичні ресурси
Непрямі (інфраструктурні) туристські ресурси - сукупність об'єктів і установ, що утворюють матеріально-технічну базу туризму, які забезпечують загальні умови для функціонування туристської галузі. Іншими словами, непрямі туристські ресурси притягуються для освоєння і використання безпосередніх туристських ресурсів. Частенько як синонім непрямих туристських ресурсів використовується термін "туристська інфраструктура".  Існують різні думки з приводу того, що слід відносити до непрямих туристських ресурсів. Однозначно до них відносять засоби розміщення, підприємства харчування, транспортну інфраструктуру. Деякі дослідники вважають, що за певних умов непрямими туристськими ресурсами стають практично усі об'єкти і установи, що забезпечують і підтримують життєдіяльність певного регіону (страхові компанії, установи охорони здоров'я, інформаційні і наукові установи, будівельні організації і т. д.).